# Gemological Institute of America
El Instituto Gemológico de América (Gemological Institute of America, o GIA) es una institución sin ánimo de lucro dedicada a la investigación y formación en el campo de la gemología y joyería. Fundada en 1931, la misión del GIA es proteger a los vendedores y compradores de gemas, estableciendo y manteniendo los estándares para evaluar la calidad de una gema. El instituto hace esto mediante la investigación, los servicios de identificación de gemas y calificación de diamantes y diversos programas educativos. Mediante su biblioteca de fama internacional y sus expertos en la materia, el GIA actúa como una fuente de información sobre gemas y joyería para el comercio, el público y los medios del mundo.
En 1953, el GIA desarrolló su "sistema internacional de calificación de diamantes" y las 4 Cs (cut, clarity, color y carat weight - talla, pureza, color y peso) como un estándar para comparar y evaluar la calidad de los diamantes.
Hoy en día, su oficina principal está en Carlsbad (California) y opera en más de 14 países con 12 campus, 7 laboratorios y cuatro centros de investigación.

## Historia
El 15 de febrero de 1931, el joyero Robert M. Shippley sufragó la creación del Gemological Institute of America. Debido a los escasos conocimientos sobre piedras preciosas de los joyeros de la época, Shipley trató de dotar a la industria de un tono más profesional a través de la educación, la investigación y la instrumentación gemológica. El naciente instituto, que operaba desde la casa de Shipley en Los Ángeles, ofrecía cursos y certificados gemológicos por correo.
Desde los años 30, el GIA ha hecho numerosos avances en el conocimiento de las gemas. Incluyendo:
- Creación de la escala D-Z para el color y Flawless-I3 para la pureza de los diamantes, reconocida internacionalmente para la evaluación de la calidad de los diamantes (1953).
- Detección de diamantes amarillos irradiados (1956).
- Primer estudio gemológico de una tanzanita (1968).
- Primer informe de un diamante sintético tallado (1971).
- Detección de diamantes con mejora de color mediante tratamiento de altas presiones/altas temperaturas (HPHT) (1999).
- Detección de diamantes sintéticos en calidad gema creados con el procedimiento de precipitación de vapor químico (CVD) (2003).[4]

## Investigación
El GIA está activamente comprometido con la investigación para el avance de la ciencia de la gemología.  Históricamente, la investigación se ha centrado en el desarrollo de métodos y tecnologías para identificar con precisión las gemas y sus características.  Esta investigación ha dado como resultado grandes avances en la distinción de gemas e identificación de imitaciones (especialmente imitaciones de diamantes). El GIA fue quien emitió los primeros informes modernos de calificación de diamantes, introduciendo en ellos las metodologías de clasificación del color y la pureza.  Hoy en día, esas escalas y métodos son el estándar en el comercio de diamantes.
Actualmente, las investigaciones de sus laboratorios se centran en el desarrollo y mejora de técnicas de detección de diamantes tratados y sintéticos, así como de zafiros, rubís y perlas tratadas.

## Servicios de laboratorio
El GIA ofrece un abanico de servicios en la identificación y calificación de gemas. Los informes de calificación de diamantes no montados (tanto naturales como sintéticos) versan sobre sus características: color, pureza, talla y peso. El GIA emite dos tipos de informes: el más completo se llama Diamond Grading Report (informe de calificación de diamante), y el más resumido y económico se llama Diamond Dossier (dossier de diamante).  
Los informes del GIA sobre piedras de color incluyen comentarios sobre tratamientos detectados, así como la posible procedencia (país) en el caso de rubís, zafiros, esmeraldas y turmalinas. Los informes sobre perlas especifican el peso, tamaño, forma, color, origen y presencia de tratamientos.

## Formación
El instituto ofrece también ofrece también programas de formación y colabora con organizaciones del comercio mundial para la formación técnica en gemas y joyería. 
El diploma de Gemólogo Graduado (G.G.) ofrece una formación en gemología. Los diplomados reciben el título de gemólogo y especialista en diamante. También es posible obtener el título de Joyero Profesional Acreditado. El título de especialista en perlas versa sobre estas últimas gemas.
Además, el campus del GIA en Carlsbad ofrece otros cursos en materia de joyería.   
El conjunto de cursos y títulos del GIA incluye:
- Gemólogo titulado
- Especialista en diamante titulado
- Especialista en piedras de color titulado
- Especialista en perlas titulado
- Profesional acreditado de la joyería
- Artes aplicadas de las joyería
- Joyero titulado
- Curso de diseño de joyas
- Curso de diseño de joyas asistido por ordenador El GIA cuenta además con su prestigiosa revista de divulgación sobre gemología "Gems & Gemology".

## Biblioteca y centro de información
La biblioteca y centro de información de gemología Richard T. Liddicoat, localizada en la oficina principal de Calrsbad (California), es el principal recurso de conocimiento gemológico. Aloja una colección de 38.000 libros, 700 revistas y periódicos internacionales, 1.000 vídeos y DVD, 80.000 imágenes digitales, 300 mapas y unos 6.000 renders digitales de joyas. 
La colección comprende publicaciones desde 1496 hasta el presente, abarcando la historia de la gemología y los últimos desarrollos.

## Controversias
En 2005 saltó la alarma de sobornos a trabajadores del laboratorio de GIA, que hicieron temblar los cimientos de la integridad de sus certifiados. Presuntamente, trabajadores del laboratorio de GIA en Midtown habían inflado las características de los diamantes de ciertos comerciantes. El fraude se descubrió cuando dos diamantes, con un precio de 15 millones de dólares, propiedad de miembros de la realeza saudí, fueron llevados a un tasador independiente, y sus cualidades resultaron ser inferiores.
Esto llevó a una investigación interna en el GIA que duró meses. Dicha investigación concluyó que trabajadores del laboratorio de Midtown habían estado en contacto con clientes, una práctica prohibida por el código ético del GIA.    

## Competencia
El GIA tiene varios competidores en la emisión de informes gemológicos y en la formación:
- Europa
  - La Gem-A (Gemmological Associtation of Great Britain o asociación gemológica de Gran Bretaña). Fue fundada en 1908 y su primer diplomado estadounidense fue el fundador del GIA Robert M. Shipley en 1929.
  - El HRD (Hoge Raad voor de Diamant o gran consejo del diamante) de Amberes. La principal autoridad europea. HRD es muy popular en oriente y Europa. Sus informes son considerados documentos legales por la Unión Europea.
  - El EGL (European Gemological Laboratory o laboratorio gemológico europeo). El cual también tiene una sede en India.
  - Madea Worldwide. Laboratorio gemológico ubicado en Londres.
- América
  - El IGI (International Gemological Institute o instituto gemológico internacional). Es el competidor del GIA.
  - El AGL (American Gemological Laboratories). Situado en Las Vegas.
  - La AGS (American Gemologycal Society o sociedad gemológica americana).
  - El CIG (Canadian Institute of Gemmology o instituto canadiense de gemología).
- Asia
  - AIGS (Asian Institute of Gemological Sciences o Instituto asiático de ciencias gemológicas). En Tailandia
  - AGT Gem Laboratory. Laboratorio gemológico en Tokio.
  - GII (Gemmological Institute of India).
  - NGTC (National Gemstone Testing Center). Localizado en China.

También hay un cierto número de laboratorios afiliados al CIBJO.